# Killinierin
Killinierin (iriska: Coill an Iarainn) är en ort i republiken Irland.   Den ligger i provinsen Leinster, i den östra delen av landet, 70 km söder om huvudstaden Dublin. Killinierin ligger 88 meter över havet och antalet invånare är 217.
Terrängen runt Killinierin är platt åt sydost, men åt nordväst är den kuperad. Närmaste större samhälle är Gorey, 6,1 km söder om Killinierin. Trakten runt Killinierin består i huvudsak av gräsmarker.